# Lật chai nước

Động tác lật 1 chai nước.

Lật chai nước là một xu hướng liên quan đến việc ném một chai nhựa, thường chứa một phần chất lỏng như nước chẳng hạn, ném chai lên không trung để nó quay vòng, trong một động tác nhằm đặt chai nước thẳng đứng trên đế hoặc trên nắp của nó. Hành động này đã trở thành một xu hướng lan ra thế giới vào mùa hè năm 2016, với rất nhiều video làm theo của nhiều người được đăng trực tuyến. Với sự phổ biến của nó, tiếng ồn ào lặp đi lặp lại của trò lật chai nước đã bị chỉ trích gây ra sự xao lãng và phiền toái công cộng. Phụ huynh và giáo viên đã bày tỏ sự thất vọng về hành vi này, dẫn đến việc lật chai nước bị cấm tại một số trường học trên thế giới, cũng như nhiều người kêu gọi lật chai nước chỉ được thực hiện ở nơi riêng tư.

## Lịch sử
Vào năm 2016, một video lan truyền của một thiếu niên về lật một chai nước tại một Chương trình tìm kiếm tài năng ở trường trung học Ardrey Kell ở Charlotte, Bắc Carolina đã phổ biến hoạt động này.

## Mô tả
Lật chai nước liên quan đến việc lấy một chai nước bằng nhựa rỗng một phần và nắm nó ở cổ chai. Lực được tác dụng bằng một cú quăng, với đáy chai quay ra khỏi người quăng. Nếu được thực hiện thành công, chai sẽ hạ cánh thẳng đứng. Ngoài ra, chai có thể lộn ngược nắp của nó. Làm điều này là khó khăn hơn so với lật một cái chai để nó hạ cánh thẳng đứng. Lượng chất lỏng trong chai ảnh hưởng rất lớn đến sự thành công của cú ném, và nó đã được chứng minh bằng thực nghiệm rằng việc đổ đầy chai khoảng một phần ba là cách cải thiện tỷ lệ thành công. Các loại chai nước cũng đóng một vai trò; chẳng hạn, thương hiệu Deer Park Spring Water đã được ghi nhận là chai dùng để lật dễ dàng hơn do hình dạng của nó.
Thành công thường được thực hiện bởi các chai nước bằng nhựa dùng một lần, nhưng các loại chai chứa khác cũng có thể được sử dụng. Việc lật chai thường được kết hợp với điệu nhảy Dab sau khi lật thành công. Vật lý phức tạp đằng sau hoạt động này kết hợp các khái niệm về động lực học chất lỏng, chuyển động của vật phóng, động lượng góc, lực hướng tâm và trọng lực. Năm 2018, một nhóm sinh viên và giáo sư từ Hà Lan đã phát triển một mô hình tối thiểu của lật chai nước liên quan đến bảo tồn động lượng góc và quan trọng nhất là phân phối lại khối lượng dọc theo chai. Mô hình ước tính rằng các phân số làm đầy tốt nhất cho việc lật nước nằm trong khoảng từ 20% đến 40%.
Nhiều ứng dụng di động đã được tạo để tái tạo lại hoạt động; ứng dụng "Bottle Flip 2k16", đã được tải xuống 3 triệu lần trong tháng đầu tiên phát hành.